# رحمان سیفی آزاد
رحمان سیفی آزاد (زاده ۱۳۵۱ در تهران) فیلمنامه‌نویس که در حوزه تلویزیون سینما و تئاتر فعالیت می‌کند. وی کارشناسی نمایش با گرایش ادبیات نمایشی از دانشکده هنر و معماری دانشگاه آزاد اسلامی (واحد تهران مرکز) را در سال ۱۳۷۴ و سپس کارشناسی ارشد با گرایش ادبیات نمایشی را در سال ۱۳۸۳ از پردیس هنرهای زیبای دانشگاه تهران اخذ نمود.
وی با توجه به علاقه فراوانی که به حوزه تئاتر دارد بخش از فعالیت خود را معطوف به این هنر از طریق تلویزون کرد که بارزترین آن طراحی و راه‌اندازی برنامهٔ «مجلهٔ تئاتر» در شبکهٔ چهار سیما ۱۳۸۸ طراحی و راه‌اندازی برنامهٔ "دو قدم مانده به صبح" در شبکهٔ چهار سیما ۱۳۸۶ طراحی و راه‌اندازی اولیه ساخت و پخشِ تیزرهای تلویزیونی تئاترهای صحنه‌ای در سیمای ج.ا. ا و طراحی و سردبیری برنامهٔ چشم شب روشن شبکهٔ چهار سیما نام برد.

## آثار

### سینما
| سال  | نام فیلم     | سمت                 | کارگردان          |
| ---- | ------------ | ------------------- | ----------------- |
| ۱۳۸۹ | من مادر هستم | نویسنده             | فریدون جیرانی     |
| ۱۳۸۹ | قصه پریا     | نویسنده             | فریدون جیرانی     |
| ۱۳۹۲ | خواب‌زده‌ها    | نویسنده و تهیه‌کننده | فریدون جیرانی     |
| ۱۳۹۵ | ماجان        | کارگردان            | رحمان سیفی آزاد   |
| ۱۳۹۹ | روز ششم      | تهیه‌کننده           | حجت قاسم زاده اصل |

### تئاتر
| سال  | نام تئاتر             | سمت                          | کارگردان        |
| ۱۳۷۷ | حکایت مطربان این دیار | نویسنده کارگردان و تهیه‌کننده | رحمان سیفی آزاد |
| ۱۳۸۱ | شب‌نشینی در جهنم       | نویسنده کارگردان و تهیه‌کننده | رحمان سیفی آزاد |
| ۱۳۹۲ | شایعات                | کارگردان و تهیه‌کننده         | رحمان سیفی آزاد |

### بازیگر
| سال  | نام سریال     | سمت    | کارگردان         |
| ---- | ------------- | ------ | ---------------- |
| ۱۳۷۴ | زیر گنبد کبود | بازیگر | بهرام شاه محمدلو |

### نمایش خانگی
| سال  | نام فیلم    | سمت                      | کارگردان       |
| ۱۳۹۹ | ملکه گدایان | تهیه‌کننده                | حسین سهیلی‌زاده |
| ۱۳۹۹ | گیسو        | طراح داستان و مشاور هنری | منوچهر هادی    |

### داوری
| ۱۳۷۸ | عضو داوری در یازدهمین جشنواره سراسری تئاتر استانهای کشور                                          |
| ۱۳۸۶ | عضو هیئت داوران بخش تئاتر تلویزیونی تئاتر رضوی دوره هفتم و هشتم                                   |
| ۱۳۸۷ | عضو هیئت داوران بخش تئاتر تلویزیونی جشنواره بین‌المللی تئاتر فجر                                   |
| ۱۳۸۸ | عضو هیئت انتخاب و داوران بیست و نهمین جشنواره بین‌المللی تئاتر فجر                                 |
| ۱۳۹۰ | عضو هیئت انتخاب طرحهای مستند بخش کلک فیروزه ای نخستین جشنواره فیلم کیش                            |
| ۱۳۹۰ | عضو هیئت بازخوانی متون نمایشی تجربه‌های نو جشنواره ۳۰ تئاتر فجر                                    |
| ۱۳۹۱ | عضو هیئت داور ان بخش فیلم‌های تلویزیونی جشنواره فیلم کوثر                                          |
| ۱۳۹۱ | عضو هیئت داوران فیلمنامه‌های سینمایی ویدیویی بخش قلم طلایی دوازدهمین جشنواره بین‌المللی فیلم مقاومت |
| ۱۳۹۱ | عضو هیئت داوری بخش تجلی اراده ملی سی و یکمین جشنواره بین‌المللی فیلم فجر                           |
| ۱۳۹۱ | عضو هیئت داوران ششمین جشنواره بین‌المللی فیلم حقیقت (بخش اجتماعی)                                  |
| ۱۳۹۲ | عضو هیئت داوران اولین جشنواره ویدیویی یاس (بخش خاطره یاس‌ها)                                       |
| ۱۳۹۴ | عضو هیئت انتخاب و داوری بخش فیلمها و سریالهای تلویزیونی اولین جشنواره فیلم سلامت                  |
| ۱۳۹۵ | عضو هیئت داوران بخش سینمای ایران در هجدهمین جشن سینمای ایران                                      |
| ۱۳۹۶ | عضو هیئت داوری بخش ویدیویی ششمین جشنوارهٔ فیلم شهر                                                 |
| ۱۳۹۷ | عضو شورای ارزیابی سی و هفتمین دورهٔ جشنوارهٔ تئاتر فجر                                              |
| ۱۳۹۸ | عضوهیات داوران بخش به علاوهٔ فجر سی و هشتمین جشنوارهٔ بین‌المللی تئاتر فجر                           |
| ۱۳۹۸ | عضو هیئت داوران رشته تئاتر صحنه ای دهمین جشنوارهٔ بین‌المللی سیمرغ                                  |
| ۱۳۹۸ | عضو هیئت انتخاب و هیئت داوران بخش سریال‌های تلویزیونی و نمایش خانگی هفتمین جشنواره فیلم شهر        |

### فعالیت در تولیدات تلویزیونی
- تهیه کنندهٔ مجموعهٔ تلویزیونی پاییز تنهایی[۱۴]
- تهیه کنندگی تله تئاتر «عزیز مایی»[۱۵]
- تهیه‌کننده تله تئاتر «دریا روندگان»[۱۶]
- نویسندگی فیلم‌های تلویزیونی «در جستجوی خواستگار»، «یک کابوس واقعی»، «پول»، «نوا»
- نویسندگی مجموعه‌های نمایشی «آخرین گناه» (ویژه ماه مبارک رمضان)، «دولت مخفی» (دفاع مقدس)
- نظارت کیفی و مشاور فیلم نامه‌های مجموعه نمایشی: «میوه ممنوعه»، (ویژه ماه مبارک رمضان) «او یک فرشته بود» (ویژه ماه مبارک رمضان)، «مرگ تدریجی رؤیا»، «روزهای اعتراض» (ویژه دهه فجر)، «پریدخت» (ویژه دهه فجر)، «آخرین دعوت» (ویژه ماه محرم)، «پیله‌های پرواز»
- نظارت کیفی و مشاور فیلم نامه آثار تلویزیونی مانند: «تنهایی»، «فراموشی»
- بازبینی=2020-10-23}}</ref>»ؤیای بهار»، «راز»، «سینما اقتباس»، «دور میز شب»، مسابقه سینمایی «چهار، ۳، ۲، ۱»، مسابقه تلفنی «چهار از ۷»، «گفتگوی تنهایی»
- کارگردان مجموعه نمایشی «کلبه سپید»

### جوایز هنری دریافت شده
۱۳۷۶ دیپلم افتخار از بیست و هفتمین جشنواره بین‌المللی تئاتر فجر
۱۳۸۶ دریافت جایزه بهترین سریال ماه مبارک رمضان برای سریال «مثل هیچ‌کس»
۱۳۹۱ دریافت جایزه بهترین سریال ماه مبارک رمضان برای سریال «میوه ممنوعه»
۱۳۹۲ دریافت جایزه بهترین سریال ماه مبارک رمضان برای سریال «راز پنهان»
۱۳۹۲ دریافت جایزه بهترین سریال نوروزی برای سریال «پایتخت ۲»
۱۳۹۷ برنده جایزه بهترین فیلم از جشنواره جهانی زنگبار برای فیلم سینمایی «ماجان»